# Louis Maxson
Louis William Maxson (Herbertville, 2 luglio 1855 – Baltimora, 2 luglio 1916) è stato un arciere statunitense.
Partecipò alle gare di tiro con l'arco ai Giochi olimpici di Saint Louis 1904, dove vinse una medaglia d'oro nella gara a squadre. Nelle due gare individuali di tiro con l'arco giunse dodicesimo sia nel doppio americano che nel doppio York.

## Palmarès
In carriera ha conseguito i seguenti risultati:
- Giochi olimpici

St. Louis 1904: una medaglia d'oro nella gara a squadre.